# Pecorino Romano
Pecorino Romano – ser twardy typu podpuszczkowego, pochodzący z Włoch. Wytwarzany ze świeżego pełnego mleka owczego. Produkowany od 1884 r. głównie na Sardynii, w Lacjum i prowincji Grosseto w Toskanii.

## Produkcja
Świeże mleko owcze jest filtrowane i poddawane obróbce cieplnej w celu wyeliminowania mikroorganizmów. Następnie umieszcza się je w kotle i dodaje naturalną kulturę bakterii "scotta-innesto" w celu rozpoczęcia fermentacji mlekowej.
Zaraz potem dodawana jest podpuszczka jagnięca. Następnie następuje faza rozbijania koagulatu na małe granulki wielkości ziarna kukurydzy lub ryżu. Następnie powstała masa jest gotowana w temperaturze 45-48°C, po czym jest odprowadzana do kadzi odsączającej i porcjującej, gdzie następuje formowanie pasty i pierwsze odsączanie serwatki.
Masa serowa jest następnie umieszczana w formach, poddawana prasowaniu, a następnie umieszczana w "fascere" (formach serowych), gdzie odbywa się znakowanie w celu identyfikacji produkującej mleczarni oraz miesiąca i roku produkcji. Charakterystyczna dla przetwarzania tego sera jest szczególna operacja zwana "frugatura", która polega na wprowadzeniu trzciny do środka skrzepu, podczas fazy prasowania, w celu ułatwienia uwolnienia serwatki. Solenie odbywa się na sucho, w kilku etapach i przez około dwa miesiące w specjalnych pomieszczeniach zwanych kiedyś "caciare".
Ser dojrzewa przez 8–12 miesięcy w temperaturze 10–14 °C, aby nabrać charakterystycznego smaku. Ma kształt cylindryczny, wysokość 25–32 cm, średnicę 25–30 cm i waży 22–32 kg.

## Historia
Już starożytni Rzymianie polegali na Pecorino Romano jako ważnym źródle pożywienia dla legionistów – jego wartość odżywcza i zdolność do przetrwania podczas długich marszów sprawiły, że był idealnym pożywieniem dla żołnierzy, którym przydzielono dzienną porcję 27 gramów.

## Konsumpcja

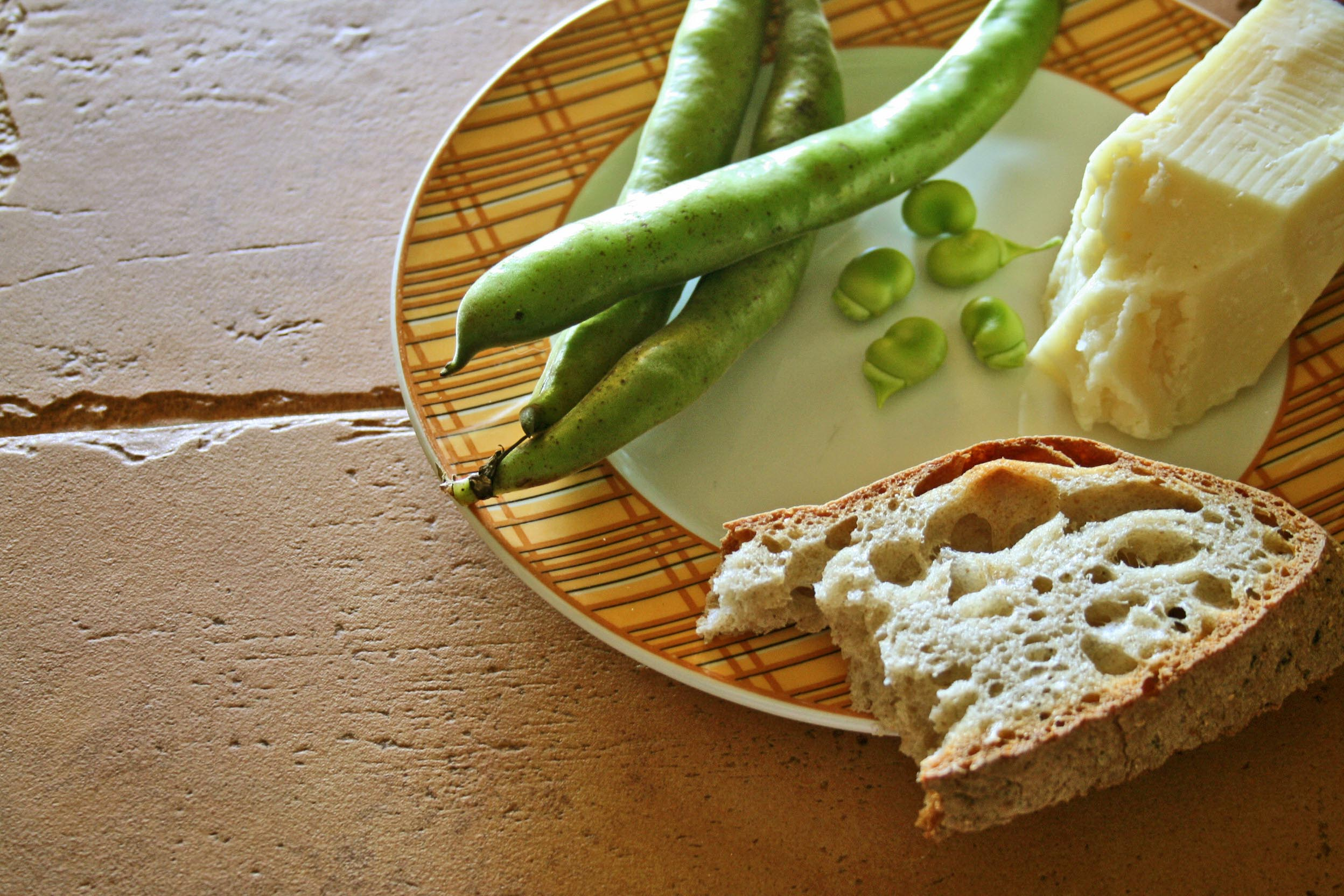
Pecorino Romano podany z bobem

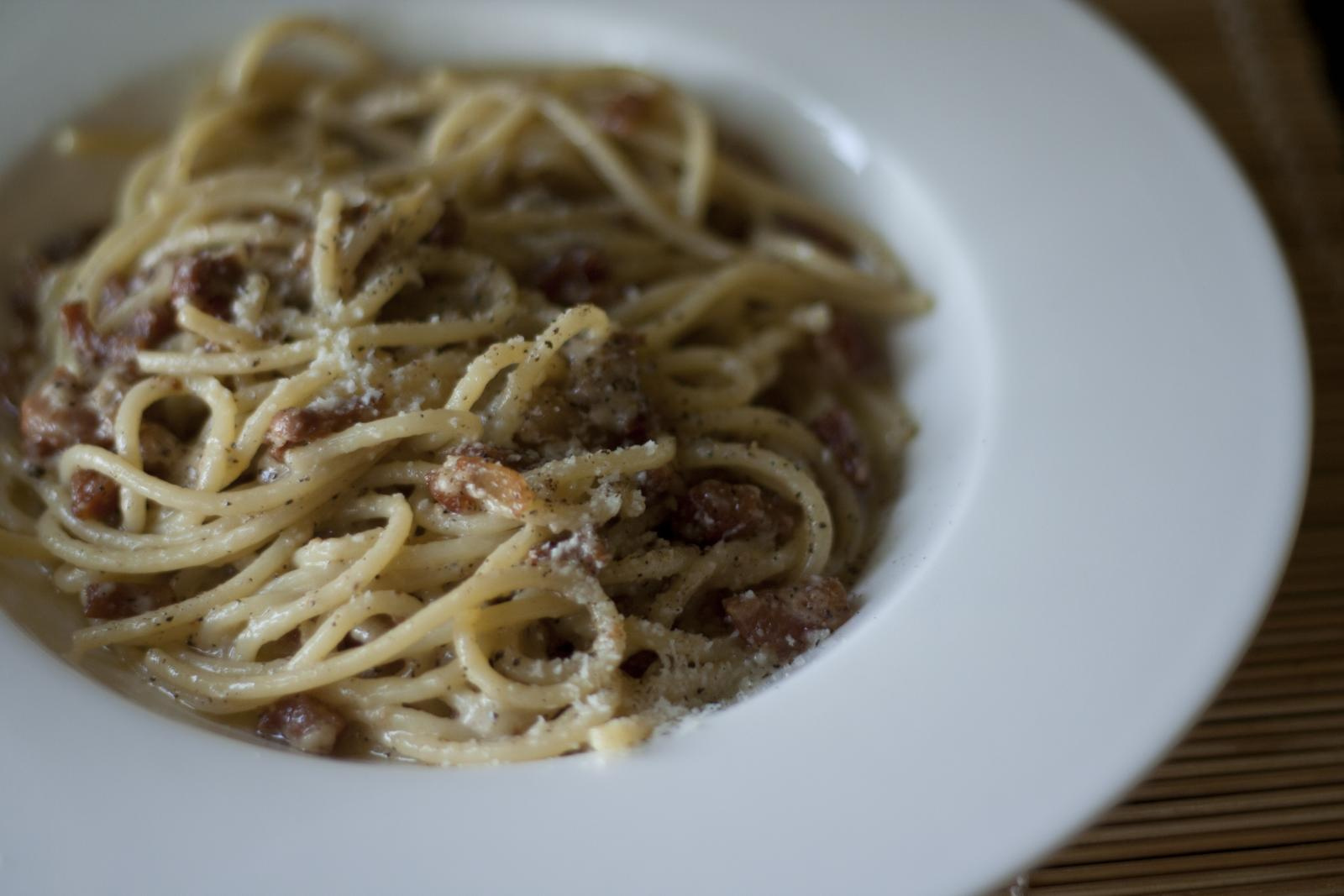
Pasta alla Gricia, której składnikiem jest Pecorino Romano

Na rzymskiej wsi tradycyjnie podaje się Pecorino Romano z domowym chlebem i świeżym bobem. Jego zastosowanie w formie tartej sprawia, że jest niezastąpionym składnikiem wielu typowych potraw, zwłaszcza w środkowych i południowych Włoszech.